# Gà Bekisar
Gà Bekisar (Ayam Bekisar) là một giống gà rừng lai hình thành qua việc lai tạo tự nhiên giữa gà rừng lông xanh (Gallus varius) với gà rừng lông đỏ Java (Gallus gallus bankiva), chúng có nguồn gốc từ Indonesia (gà rừng xanh lai gà rừng đỏ Indonesia với rất ít hoặc không có máu gà nhà), và được biết đến với các tên gọi biến thể như: Arjuna Bekisar, Micronesian Ayam Bekisar, Ayam Ketawa Dijual, Ayam Bekisar Hutan.

## Lịch sử
Chúng là giống gà cổ xưa, có nguồn gốc từ lâu đời. Người Micronesian khi di cư mang theo Gà Rừng, có ít nhất hai biến thể khác nhau, mà một trong số đó là gà lai (Arjuna Bekisar) còn người Austronesian mang theo những biến thể Gà Rừng, ba trong số đó (Austronesian G. giganteus, Wallikiki Basket Bantam và hai dạng Ketawa khác nhau) vốn có nguồn gốc lai tạp. Người Micronesian mang Bekisar từ quê nhà ở Indonesia đến tận Ponape và đảo Phục Sinh. Họ cũng mang theo Bekisar bên mình đến Quần Đảo Marquesas còn Người Micronesian có lẽ chỉ mang theo gà Bekisar và Gà Rừng Đỏ Indonesia. Người Micronesian sống trên đảo Easter Island (Rapa Nui).
Người ta thường lai tạo gà rừng xanh bản địa với gà nhà để tạo ra loại gà lai Bekisar có giọng gáy ngân dài. Theo các nhà nghiên cứu lịch sử và văn hóa thì loại gà lai này được người xưa đem nuôi trên thuyền để bắt liên lạc với các thuyền khác giữa biển khơi. Gà Bekisar thường vô sinh nhưng cũng có vài trường hợp sinh sản thành công khi trống Besikar phối tiếp vào gà nhà. Các loại gà lai này có nhiều con có bộ đuôi rũ, xòa giống như gà cựa. Có thể chính những con gà này được lai tạo với gà đá dạng gà đòn (Malayoid) để tạo ra các giống gà đá đuôi rũ. Loại gà đá này được phân tán trong các nước Đông Nam Á nhờ giao dịch hoặc chiến tranh. Java đã có thời gian xâm chiếm Cambuchia trong suốt vài trăm năm. 